# Die schwarze Dahlie (Roman)
Die schwarze Dahlie (1987; Originaltitel The Black Dahlia) ist ein Roman von James Ellroy, der in Los Angeles zwischen 1947 und 1949 spielt und auf einer wahren Geschichte – dem Mord an Elizabeth Short – basiert.

## Handlung
Am 15. Januar 1947 wird die verstümmelte Leiche von Elizabeth Short gefunden. Wegen ihrer schwarzen Kleidung wird sie „Schwarze Dahlie“ genannt.
Officer Dwight W. „Bucky“ Bleichert (der Ich-Erzähler) und sein Partner Sergeant Leland C. „Lee“ Blanchard sollen den Fall lösen, der bald zu einer Obsession für sie wird. Nachdem das Verfahren offiziell eingestellt worden ist, ermittelt Bleichert auf eigene Faust weiter. Sein Partner wird durch seine Manie immer unberechenbarer und brutaler.
Der Roman zeichnet sich, wie bei James Ellroy üblich, durch einen extremen Realismus aus. Keine der handelnden Personen ist frei von Schuld. Die Polizei ist mit der Politik und der Wirtschaft verstrickt, und Rassismus ist an der Tagesordnung.

## Ausgaben
- amerikanische Erstausgabe: James Ellroy: The Black Dahlia, The Mysterious Press, New York, NY 1987, ISBN 0-89296-206-2.
- deutsche Erstausgabe: Die schwarze Dahlie. übersetzt von Jürgen Behrens, mit einem Nachwort von James Ellroy. Ullstein, Berlin / Frankfurt am Main 1988, ISBN 3-550-06165-X.
- als Hörbuch: Die schwarze Dahlie. gelesen von Ulrich Pleitgen, Regie: Margrit Osterwold. Hörbuch Hamburg, Hamburg 2007, ISBN 978-3-89903-428-8. (13 CDs)
- als Hörspiel: Die schwarze Dahlie. Westdeutscher Rundfunk, Bearbeitung und Regie: Walter Adler. Der Hör-Verlag, München 1996, ISBN 3-89584-221-4. (Teil 1 und Teil 2, insgesamt 4 Tonkassetten).

## Verfilmung
Der Roman wurde von Brian De Palma verfilmt und 2006 unter dem Titel The Black Dahlia in den Kinos veröffentlicht.

## Weitere Infos
- Es gibt seit dem Jahr 2001 eine Metalband aus Detroit, Michigan, USA, die sich nach dem Verbrechen benannt hat, The Black Dahlia Murder.

- Im gleichen Jahr veröffentlichte Bob Belden ein Jazz-Konzeptalbum für Big Band und Streichorchester mit dem Titel Black Dahlia.

- Einige fiktive Protagonisten im Roman basieren auf realen Personen: So basiert z. B. der Mord an Elizabeth Short auf einer wahren Begebenheit. Der Leiter der Kriminalabteilung, Thad Green, basiert auf Thad Brown. Elizabeth Shorts Mitbewohnerinnen, Linda Martin und Sheryl Saddon, basieren auf Lynn Martin und Sherryl Maylond. Robert M. „Red“ Manley war ein tatsächlicher Verdächtiger im Fall „Black Dahlia“.

- 1998 gab es ein Computerspiel für Windows-PCs, welches lose auf den Black Dahlia Morden basierte, Black Dahlia. Veröffentlicht auf acht CD-Roms, spielte man darin einen Detektiv, welcher in den 1940er Jahren einem Serienkiller auf die Spur kommen musste. Für die aufwändigen Videosequenzen des Spiels konnte man den Star Dennis Hopper gewinnen, dem Spiel, veröffentlicht durch Interplay Entertainment, war jedoch kein großer Erfolg beschert.

- Das 2011 erschienene Detektiv-Spiel LA Noire basiert auf den Geschehnissen um den Dahlia-Killer.